# لارس أونغر
لارس أونغر (بالألمانية: Lars Unger)‏ (30 سبتمبر 1972 في ألمانيا - ) هو لاعب كرة قدم ألماني في مركز الوسط. شارك مع منتخب ألمانيا تحت 21 سنة لكرة القدم. أما مع النوادي، فقد لعب مع فورتونا دوسلدورف وفيردر بريمن ونادي ساوثيند يونايتد وBrinkumer SV ‏ وفيردر بريمن 2 ‏ وSchwarz-Weiß Bregenz ‏ وSchwarz-Weiß Bregenz ‏.

## وصلات خارجية
- لارس أونغر على موقع قاعدة بيانات كرة القدم.إي يو (الإنجليزية)
- لارس أونغر على موقع بيانات كرة القدم. دي إي (الألمانية)
- لارس أونغر على موقع Soccerbase.com (لاعب) (الإنجليزية)
- لارس أونغر على موقع عالم كرة القدم.نت (الإنجليزية)